# Luzé
Luzé település Franciaországban, Indre-et-Loire megyében. Lakosainak száma 274 fő (2022. január 1.). Luzé Braslou, Courcoué, Jaulnay, Marcilly-sur-Vienne, Marigny-Marmande, Ports-sur-Vienne, Rilly-sur-Vienne és Verneuil-le-Château községekkel határos.

## Népesség
A település népességének változása:
| Lakosok száma | 396  | 323  | 273  | 266  | 272  | 261  | 250  | 239  | 251  | 274  |
|               | 1968 | 1982 | 1990 | 2006 | 2013 | 2015 | 2017 | 2019 | 2020 | 2022 |